# Big Bash League
KFC T20 Big Bash League – najważniejszy australijski turniej krykieta w odmianie Twenty20.
Zawody, organizowane przez Cricket Australia (krajowy związek krykieta) i sponsorowane od pierwszej edycji przez KFC, odbywają się corocznie w grudniu i styczniu, a uczestniczy w nich 8 drużyn.
Finaliści rozgrywek kwalifikują się do Champions League Twenty20, turnieju o klubowe mistrzostwo świata.

## Historia rozgrywek
Pierwsze zawody w formacie Twenty20 odbyły się pomiędzy 6 a 21 stycznia 2006 roku. Wzięło w nich udział 6 drużyn reprezentujących australijskie stany, a zwycięzcą zostali Victorian Bushrangers, którzy w finale pokonali New South Wales Blues 93 punktami.
W kolejnych dwóch edycjach ponownie wygrywali Bushrangers: w sezonie 2006/07 ograli w decydującej potyczce Tasmanian Tigers, a w 2007/08 – Western Warriors. W sezonie 2008/09 najlepsi okazali się New South Wales Blues, którzy pokonali Bushrangers, zdobywając zwycięskie punkty ostatnim przysługującym im odbiciem w meczu. Rok później Bushrangers odzyskali tytuł, a ich przeciwnikiem w finale byli Southern Redbacks, którzy triumfowali w sezonie 2010/11, ogrywając Blues.
W 2011 roku Cricket Australia postanowił bardziej skomercjalizować rozgrywki i zrezygnował z tradycyjnej rywalizacji stanowej, zastępując ją turniejem pomiędzy 8 klubami współfinansowanymi przez prywatnych inwestorów. Sydney i Melbourne otrzymały po dwa kluby w nowej lidze, a Brisbane, Perth, Adelaide i Hobart – po jednym.
Pierwszym zwycięzcą po zmianie formuły zawodów (sezon 2011/12) zostali Sydney Sixers, którzy okazali się lepsi od Perth Scorchers. Drugą edycję (2012/13) wygrali Brisbane Heat (pokonali Perth Scorchers), a trzecią (2013/14) – występujący po raz trzeci z rzędu w finale Scorchers (wygrana z Hobart Hurricanes).